# Ballade no 2 de Chopin
Pour un article plus général, voir Ballades de Chopin.

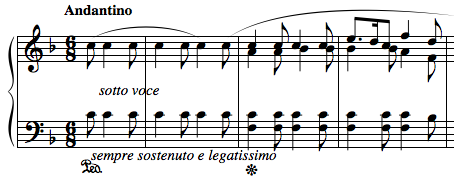
Début de la Ballade No. 2.

La Ballade no 2 en fa majeur, opus 38, est une ballade pour piano solo de Frédéric Chopin, achevée en 1839. Une exécution typique dure de six à huit minutes.

## Histoire

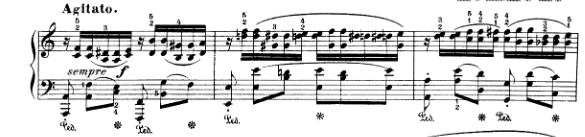
Début de l'Agitato

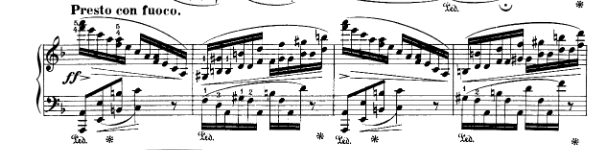
Début du deuxième "Presto con fuoco"

Chopin a commencé à composer la ballade en 1836. C'est l'une des nombreuses œuvres inachevées qu'il a emportées avec lui à Majorque pour un séjour d'hiver chez George Sand. Chopin a annoncé l'achèvement de la ballade dans une lettre datée du 14 décembre 1838, et en janvier 1840, il avait vendu l'œuvre à Breitkopf & Härtel pour publication, avec la Sonate pour piano n° 2, le Scherzo n° 3, les Polonaises opus 40, les Mazurkas opus 41, les Nocturnes opus 37 et l'Impromptu n° 2. Robert Schumann, qui avait dédié sa Kreisleriana, op. 16, à Chopin, reçut en retour la dédicace de cette ballade. 
La pièce a été critiquée par certains pianistes et musicologues de renom, y compris son dédicataire Schumann, comme une œuvre moins ingénieuse que la première. Il y a un certain degré de désaccord quant à son inspiration, avec l'affirmation, souvent faite, qu'elle a été inspirée par le poème d'Adam Mickiewicz, Świtezianka, le lac de Willis, mais cette affirmation n'est pas prouvée, et la Ballade n° 3 est parfois attribuée à ce poème également,.

## Structure
Comme les Ballades n° 3 et 4, la Ballade n° 2 est écrite en double croche composée 
.
Il s'ouvre tranquillement sur la dominante de la tonalité de fa majeur, avec des do répétés à la main gauche et à la main droite. On passe rapidement à une mélodie et à un développement avec l'instruction d'exécution sotto voce (à voix basse). Cette section s'éteint avec plusieurs la répétés à la main droite. 
La section suivante de la ballade, en contraste frappant avec la première, s'ouvre sur l'instruction Presto con fuoco (très vite avec du feu). Elle est dans une tonalité inhabituelle pour une mélodie secondaire, au lieu d'être dans le mineur parallèle de fa mineur, elle est plutôt en la mineur. Frederick Niecks, spécialiste et biographe de Chopin, écrit à son sujet : « L'entrée du presto ... semble en décalage avec ce qui précède, mais ce que nous entendons ensuite ... justifie la présence du presto. ».
Le morceau revient rapidement à son tempo et à son style d'origine, et la première mélodie est élaborée davantage. Ici, Chopin incorpore des variations sur la mélodie qui n'étaient pas présentes dans la phase initiale d'exposition de la pièce. Ce développement progresse jusqu'à ce que le thème du Presto con fuoco soit naturellement réintroduit et récapitulé. Cette fois, il est également élaboré et se termine brusquement, jusqu'à ce que le thème soit repris en écho et que le morceau s'éteigne. Le thème original en fa majeur est repris, mais maintenant en la mineur, la tonalité du Presto, c'est ainsi que la pièce se termine, sans revenir à sa tonalité.